# Aleksandar Mitrović (voleibolista)
Aleksandar Mitrović (Kruševac, Sérvia, 24 de Setembro de 1982) é um voleibolista sérvio, que faz parte da seleção da Sérvia de voleibol.
Começou sua carreira no Partizan, uma equipa sérvia. Logo, foi jogar na temporada 2004-2005, pelo Icom Latina A1 (o mesmo do jogador brasileiro Henrique Randow). Atualmente, joga no Acanto Mantova, time da série A2. Mitrovic recebeu proposta de outros times da categoria A1, aceitou jogar pelo Mantova, porque no time ele é jogador titular.
Apesar da sua juventude Mitrovic já tem seu lugar na seleção sérvia, fazendo parte da nova safra de bons jogadores.